# Heinrich Michael Edelmann

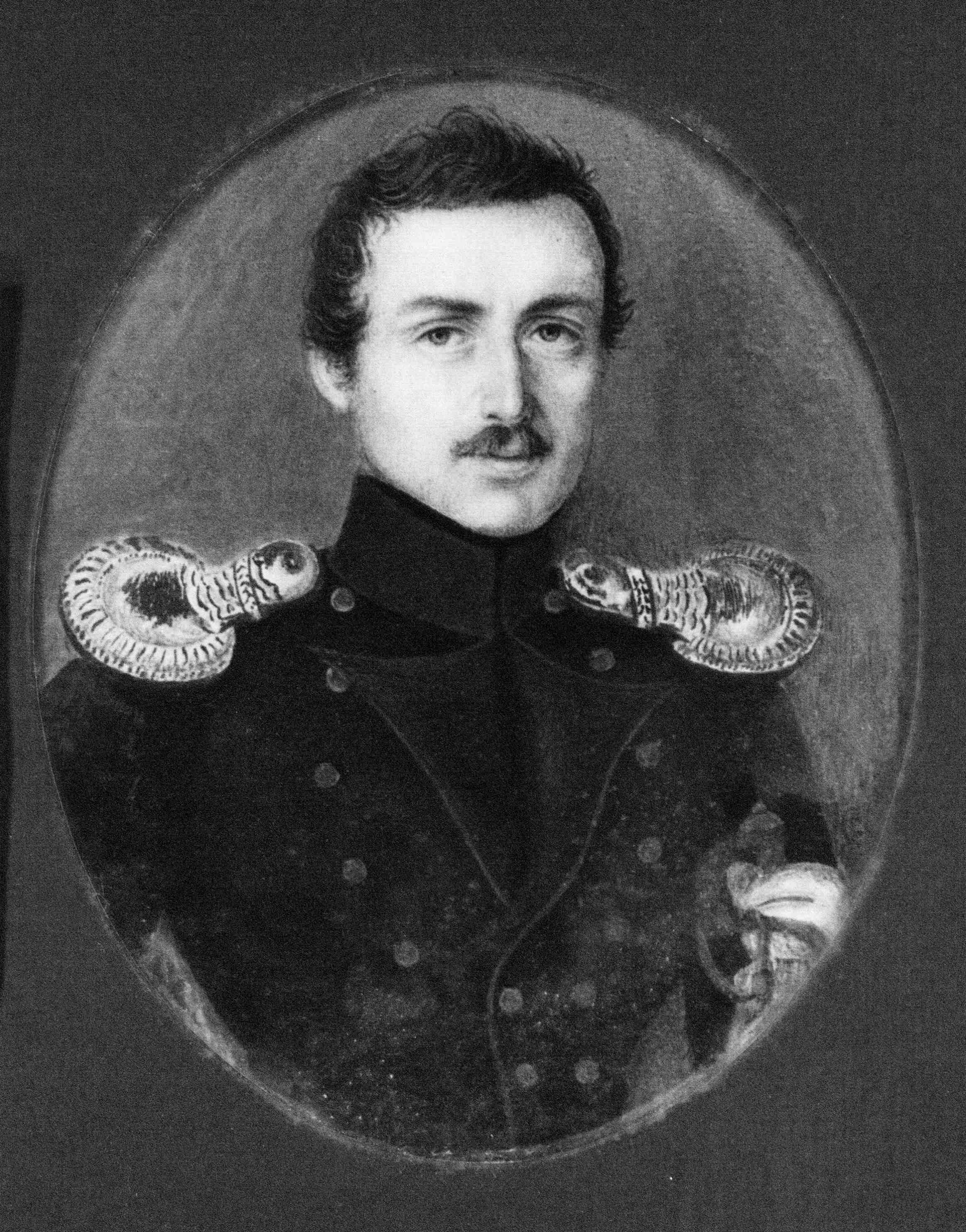
Generalmajor Heinrich Edelmann (1806–1874)

Heinrich Michael Edelmann, eigentlich  Johann Michael Edelmann (* 4. April 1806 in Löchgau; † 20. Juli 1874 in Bad Sebastiansweiler) war gelernter Feldmesser, Generalmajor und stellvertretender württembergischer Kriegsminister.

## Leben
Edelmann wurde als Sohn eines Steinhauermeisters geboren. Er lernte Feldmesser und trat mit 21 Jahren als Freiwilliger bei einer Pionierkompanie ein. 1832 wurde er zum Feldwebel, 1835 zum Unterleutnant befördert und dem 4. Infanterieregiment aggregiert. Im Jahre 1849 wird er Hauptmann im 2. Infanterieregiment, 1857 erfolgt seine Beförderung zum Major. Er wurde in das Kriegsministerium versetzt und zum Mitglied des Kriegsministerial-Kollegiums ernannt. 1865 wurde Edelmann Oberst. Am 11. Juni 1866 wurde er zum Stellvertreter des Kriegsministers ernannt und zum Generalmajor befördert. 1869 wurde er auf sein Ansuchen wegen körperlicher Gebrechen in den Ruhestand versetzt. 
Nach seiner Pensionierung suchte er jedes Jahr zur Badekur Bad Sebastiansweiler auf. Bei einem Kuraufenthalt im Juli 1874 glitt er auf der Treppe des Badgasthauses aus und zog sich dabei einen Schädelbruch zu, an dessen Folgen er starb.